# 学习管理系统
学习管理系统（LMS）是一种软件应用程序，用于管理、记录、跟踪、报告、自动化提供教育课程、培训计划或学习和发展计划。学习管理系统概念直接脱胎于线上学习。虽然最早的LMS出现在高等教育领域，但最广泛采用LMS的是企业市场。学习管理系统是学习系统市场的最大组成部分。LMS在20世纪90年代末首次出现。
学习管理系统的设计目的是利用分析数据和报告来识别培训和学习差异。LMS集中在线上学习交付上，但它也支持其他多种用途，它可以作为线上内容（包括基于异步和同步的课程）的平台。LMS可以提供讲师引导课堂或翻转课堂提供教室管理，这项功能应用于高等教育，不适合在公司环境中使用。当代LMS包含智能算法，根据用户的技能资料自动推荐课程，从学习材料中提取元数据，方便后续进行更加精准的推荐。

## 特性

### 目的
LMS提供并管理所有类型的内容，包括影片、课程和文档。在教育和高等教育市场中，LMS拥有各种类似于公司使用的功能，但还具有诸如评估准则、教师和讲师发展学习、讨论板以及通用教学大纲等功能。教学大纲在企业学习管理系统中很少出现，尽管使用大纲后，可以展示课程的标题索引，让学习者对涉及的主题有大致了解。

### 历史
远程教育在LMS发展之前有几个历史阶段：

#### 函授教学
已知的第一份函授教学文件可追溯到1723年，当时速记教授Caleb Phillips在波士顿公报上的广告提供教学和辅导。已证实的第一份双向交流组织函授课程来自1840年的英国，当时以撒·皮特曼（Isaac Pitman）开办速记课程，他给学生们发了一段圣经，学生们会把它完整地抄写回去。该课程的成功，奠定了1843年速记通信学会的诞生。1856年，查尔斯·图桑（Charles Toussaint）和古斯塔夫·兰根舍特（Gustav Langenscheidt）开创了欧洲第一所远程教育机构，这是远程语言教学领域的开创性里程碑。这是第一个已知的使用材料进行独立语言学习的例子。1680年，便士邮政服务激励了美国和整个欧洲的通信机构的发展，该服务允许以一便士的价格发送信件和包裹。

#### 多媒体教学：远程教育理念的产生与发展
线上学习的概念始于20世纪初，以远程教学所用的音视频通信系统的出现为标志。1909年，福斯特（E.M.Forster）发表了他的小说《机器停止》，说明了使用音频通信向远程听众授课的好处。
1920年，西德尼·L·普莱西（Sidney L.Pressey）开发了第一台提供多种实践练习和问题格式的教学机。九年后，阿尔伯塔大学的泽特（M.E.Zerte）教授将这台机器改造成一个能够比较问题和解决方案的问题集。
从某种意义上说，这就是“多媒体”，因为它利用多种媒体联系学生、提供指导。后续的印刷材料会通过电话、广播和电视广播、录音带和录像带提供。
最早的网络学习系统是20世纪70年代由控制数据公司开发的柏拉图学习管理系统（PLM）。

#### 远程信息技术教学
20世纪80年代，现代电信开始应用于教育领域，计算机更多地出现在高等教育机构的日常使用中。计算机辅助教学的目的是将技术、教育手段和手段与学生的学习相结合。随后，视频通信成为了主趋势，这样的趋势驱使休斯顿大学每周为学生举办大约13-15小时的电视广播课。这些课程发生在1953年，在1956年，罗宾·麦肯农·伍德（Robin McKinnon Wood）和戈登·帕斯克（Gordon Pask）发布了第一个适用于企业环境的自适应教学系统SAKI。自动化教学操作的想法也启发了伊利诺伊大学的专家们开发他们的自动教学用程控逻辑（PLATO），用户能够在任何地方交换内容。在1970年至1980年期间，教育机构迅速考虑将课程计算机化的想法，来自加利福尼亚州的西方行为科学研究所（Western behavior Sciences Institute）推出了第一个经认可的在线教学学位。

#### 网络教学：第一个LMS系统的出现
在计算机技术应用于教育学的历史上，有许多广泛的描述性术语，如计算机管理教学（CMI）、集成学习系统（ILS）、基于计算机的教学（CBI）、计算机辅助教学（CAI）和计算机辅助学习（CAL）。这些术语分别阐述了训练和实践程序、更复杂的教程和更个性化的教学内容。该术语目前用于描述许多不同的教育计算机应用程序。SoftArc的FirstClass，在20世纪90年代和21世纪初，英国的开放大学在全欧洲提供在线学习，是最早的基于互联网的学习管理系统之一。
第一个功能齐全的学习管理系统（LMS）被称为EKKO，由挪威的NKI远程教育网络于1991年开发和发布。三年后，新不伦瑞克的NB学习网络提出了一个类似的系统，用于基于DOS的教学，专门用于商业学习者。

## 技术角度
大多数现代的LMS都是基于网页的。有多种集成策略可供嵌入LMS中，包括AICC、xAPI（也称为“Tin-Can”）、SCORM（Sharable content-Object-Reference Model）和LTI（Learning Tools Interoperability）。LMS最初设计为本地服务器托管，组织购买软件版本的许可证，将其安装在自己的服务器和网络上。许多LMS现在作为SaaS（软件即服务）提供，托管服务由供应商提供。
通过LMS，教师可以创建和整合课程材料、明确学习目标、调整内容和评估、跟踪学习进度，为学生创建定制化的测试。LMS允许进行学习目标交流，组织学习时间表。LMS的优势在于它可以直接向学习者提供学习内容和工具，还可以通过特殊的设置来接触边缘群体。这些系统内置了可定制的功能，包括评估和跟踪。因此，学习者可以实时看到他们的进步，教师可以监控和交流学习的效果。学习管理系统的一个最重要的特点是试图在学习者和教师之间建立一种流线型的交流。这些系统，除了促进在线学习、跟踪学习进度、提供数字学习工具、管理沟通以及销售内容外，还可以提供不同的沟通功能。

## 功能

### 管理课程、用户和角色
LMS可用于创建专业的结构化课程内容。教师可以添加文本、图像、表格、链接和文本格式、交互式测试、幻灯片放映等。此外，您还可以创建不同类型的用户，如教师、学生、家长、访问者和编辑者（层次结构）。它能够控制学生可以访问的内容、跟踪学习进度，让学生使用联系工具。教师可以管理课程和模块、招收学生或设置自主招生、查看学生报告，将学生拉入其在线课程。
随着SCORM（Sharable Content-Object-Reference Model，可共享内容对象参考模型）概述的技术指导原则控制了许多新资源的集成，在多个LMS中集成新特性的过程变得更加高效。

### 在线评估和跟踪学生出勤情况
LMS可以让教师为学生创建定制化的测试，可以进行在线访问和提交。平台允许不同的多问题类型，如：一行/多行答案；多项选择答案；拖放顺序；文章；是非题；填空；协议规模和脱机任务。一些LMS还允许出勤管理和与课堂培训的集成，其中管理员可以查看记录，了解出勤和学习者是否出席、迟到或错过课程和活动。

### 用户反馈
通过LMS，学生可以与老师和同龄人交流反馈。教师可以建立讨论小组，让学生在课程中进行反馈，增加互动。学生的反馈是一种工具，可以帮助教师改进他们的工作，帮教师确定在他们的课程中添加或删除什么内容，让学生感到更舒适，让教师更受欢迎。

## 学习管理行业
在美国高等教育市场，截至2018年秋季，排名前三位的LMS是Blackboard（31%）、Canvas（30%）和Moodle（18%）。同样的三个系统在学生拥有量方面遥遥领先，但Canvas略超过Blackboard。在全球范围内，情况就有所不同，Moodle在欧洲、拉丁美洲和大洋洲的市场份额超过50%。 另外，Hi Class LMS （页面存档备份，存于） 则占据了东南亚市场份额超过50%，其用户群包括了小学，补习，课外小班。
许多LMS用户使用创作工具来创建内容，然后将其托管在LMS上。在某些情况下，LMS采用某些标准，使用原始创作工具来操作基础内容。更现代的系统，特别是SAAS解决方案已经决定不采用标准，而是使用丰富的课程创作工具。有几种标准可用于创建复杂内容，将其集成到LMS中，包括AICC、SCORM、xAPI和学习工具互用。但是，使用SCORM或其他标准化课程协议并不总是必要的，而且在不必要使用的情况下可能会受到限制。
学习管理系统的评估是一项复杂的任务，也是重要的研究工具，它支持不同形式的评估，包括评估学生经验和学习方法的迭代流程。

## 优点和缺点

### 优点
LMS有六大优势：互动性、可访问性、可重复使用性、耐用性、可维护性和适应性，它们本身构成了LMS的概念。
其他优势包括：
- LMS支持多种格式的内容：文本、视频、音频等。
- 用户可以随时随地获取材料，教师可以修改内容，学生可以看到更新的材料。
- 学生的出勤率和在线测验数据能够让学生的评估数据更简单且公平。
- 学生和老师可以在每次需要的时候重复使用这些材料。[27]
- 学生可以通过LMS软件建立学校网站进行协作学习，帮助“保证组织遵守最新的法规”。如果您的组织必须保证遵守最新的法规，那么学习管理系统可以是一个宝贵的工具。适用法规会定期更改，更新传统课程以对应相应的法规更改可能是一项耗时的工作。

### 缺点
虽然LMS有许多优点，但作者也指出了使用该系统的一些缺点。
实现LMS之前需要构建良好的技术基础设施。教师必须愿意将他们的课程从面对面授课改为在线授课。

## 另请参阅
- 內容創作者
- 能力管理——人力资源管理与组织整体战略计划之间的联系
- 内容创建
- 教育技术-在教育中使用技术来改进学习和教学（e-learning）
- 智能辅导系统
- LAMS–学习活动管理系统
- 学习对象
- 学习记录存储（LRS）
- 学习管理系统列表-维基百科列表文章
- 学生信息系统
- 虚拟学习环境
- 大规模在线开放课程